# Нуризаде, Александр Беюкович
Александр Беюкович Нуризаде (род. 14 февраля 1959) — российский дипломат. Чрезвычайный и полномочный посол (2023).

## Биография
Окончил Московский государственный институт международных отношений (МГИМО) МИД СССР (1982). Владеет английским и итальянским языками. На дипломатической работе с 1982 года.
В 1997—2003 годах — советник, старший советник, начальник отдела, заместитель директора Первого европейского департамента МИД России.
В 2003—2008 годах — генеральный консул России в Милане (Италия).
В 2008—2013 годах — заместитель директора Первого европейского департамента МИД России.
В 2013—2020 годах — генеральный консул России в Милане.
С 15 марта 2021 по май 2024 года — директор Департамента по работе с соотечественниками за рубежом МИД России.
С 7 мая 2024 года — чрезвычайный и полномочный посол Российской Федерации в Хорватии.

## Дипломатический ранг
- Чрезвычайный и полномочный посланник 2 класса (13 сентября 2005)[2].
- Чрезвычайный и полномочный посланник 1 класса (4 июня 2014)[3].
- Чрезвычайный и полномочный посол (9 февраля 2023)[4].

## Награды
- Орден Дружбы (29 октября 2010) — за большой вклад в реализацию внешнеполитического курса Российской Федерации и многолетнюю добросовестную работу, заслуги в научно-педагогической деятельности и подготовке высококвалифицированных кадров[5].
- Почётная грамота президента Российской Федерации (30 июня 2019) — за большой вклад в реализацию внешнеполитического курса[6].
- Орден Почёта (29 мая 2024) — за большой вклад в реализацию внешнеполитического курса Российской Федерации и многолетнюю добросовестную дипломатическую службу[7].

## Семья
Женат, имеет взрослую дочь.